# Ворделл (Міссурі)
Ворделл (англ. Wardell) — місто (англ. city) в США, в окрузі Пеміскот штату Міссурі. Населення — 310 осіб (2020).

## Географія
Ворделл розташований за координатами 36°21′14″ пн. ш. 89°48′55″ зх. д. / 36.35389° пн. ш. 89.81528° зх. д. (36.353808, -89.815302).  За даними Бюро перепису населення США в 2010 році місто мало площу 0,74 км², з яких 0,73 км² — суходіл та 0,01 км² — водойми.

## Демографія
Згідно з переписом 2010 року, у місті мешкало 427 осіб у 172 домогосподарствах у складі 123 родин. Густота населення становила 578 осіб/км².  Було 195 помешкань (264/км²).
Расовий склад населення:
| - 95,3 % — білих - 3,5 % — чорних або афроамериканців - 0,2 % — корінних американців |

До двох чи більше рас належало 0,9 %. Частка іспаномовних становила 0,7 % від усіх жителів.
За віковим діапазоном населення розподілялося таким чином: 27,9 % — особи молодші 18 років, 57,6 % — особи у віці 18—64 років, 14,5 % — особи у віці 65 років та старші. Медіана віку мешканця становила 37,6 року. На 100 осіб жіночої статі у місті припадало 95,9 чоловіків;  на 100 жінок у віці від 18 років та старших — 94,9 чоловіків також старших 18 років.
Середній дохід на одне домашнє господарство  становив 35 026 доларів США (медіана — 29 375), а середній дохід на одну сім'ю — 40 063 долари (медіана — 34 375). За межею бідності перебувало 23,2 % осіб, у тому числі 22,1 % дітей у віці до 18 років та 20,0 % осіб у віці 65 років та старших.
Цивільне працевлаштоване населення становило 132 особи. Основні галузі зайнятості: освіта, охорона здоров'я та соціальна допомога — 24,2 %, виробництво — 21,2 %, роздрібна торгівля — 10,6 %, сільське господарство, лісництво, риболовля — 10,6 %.